# Roger Fenton

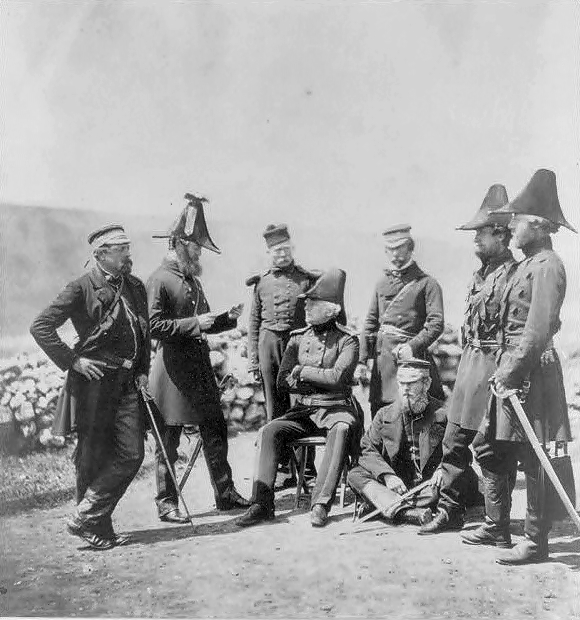
Guerra de Crimea, Gen Brown y sus soldados. Fotografía de Roger Fenton.

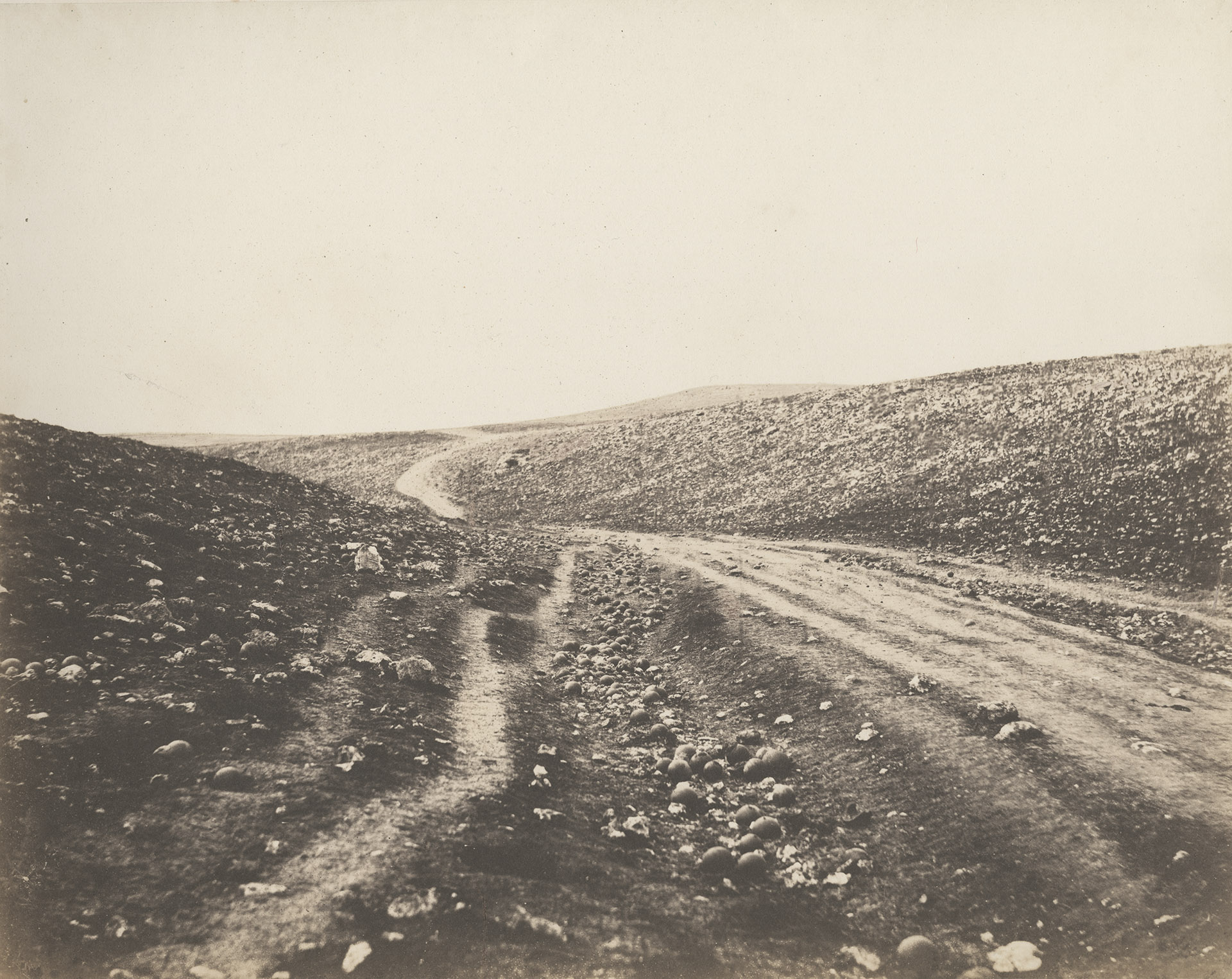
Valley of the Shadow of Death por Roger Fenton, 1855.

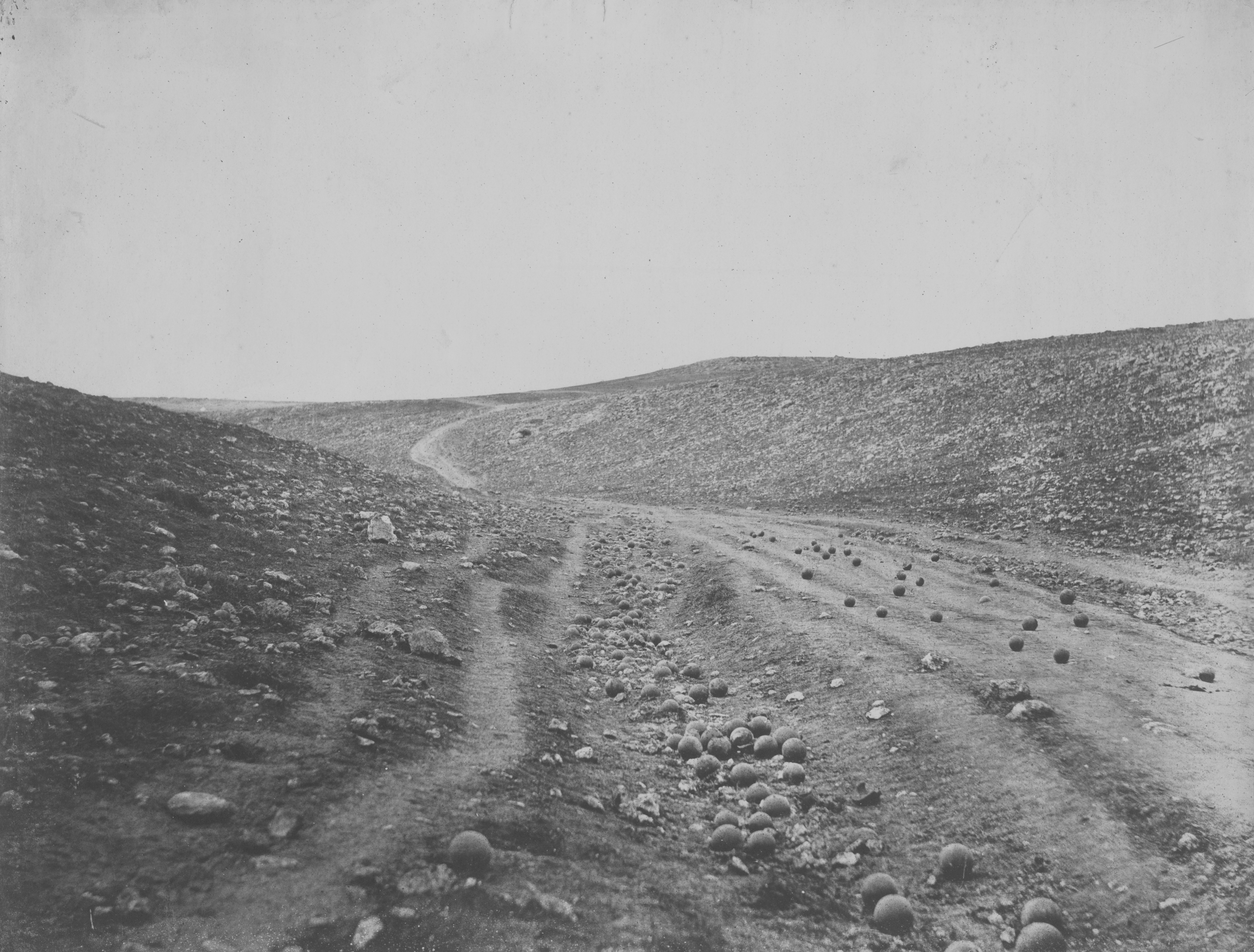
Valley of the Shadow of Death por Roger Fenton, 1855.

Roger Fenton (20 de marzo de 1819-8 de agosto de 1869) fue un fotógrafo británico pionero, uno de los primeros fotógrafos de guerra.

## Biografía

### Primeros años y formación
Roger Fenton nació en Heywood (condado de Lancashire, Reino Unido). Su abuelo fue un rico algodonero de Lancashire y banquero, y su padre un banquero y miembro del Parlamento. Fenton fue el cuarto de siete hijos del primer matrimonio de su padre, quien tuvo diez más de su segunda mujer. 
En 1838 Fenton asistió al University College London donde se graduó en 1840 con una licenciatura en arte, habiendo estudiado inglés, matemáticas, literatura y lógica. En 1841, comenzó a estudiar Derecho, evidentemente de forma esporádica, dado que no logró ser abogado hasta 1847, en parte porque se había interesado en estudiar pintura. 
En Yorkshire en 1843 Fenton se casó con Grace Elizabeth Maynard, presumiblemente después de su primer viaje a París (su pasaporte le fue entregado en 1842) donde puede que estudiara pintura brevemente en el estudio de Paul Delaroche.  Cuando se registró como copista en el Louvre en 1844 dijo que su maestro era el retratista y pintor de historia Michel Martin Drolling, quien enseñaba en la Ecole des Beaux-Arts, pero el nombre de Fenton no aparece en los archivos de esa escuela. Para el año 1847 Fenton había regresado a Londres donde siguió estudiando pintura bajo la tutela del pintor de historia Charles Lucy, quien se convirtió en su amigo y con quien, comenzando en 1850, sirvió en el consejo de la North London School of Drawing and Modelling.  En 1849, 1850, y 1851 expuso pinturas en las exposiciones anuales de la Royal Academy.

### Carrera como fotógrafo
Fenton visitó la Gran Exposición en Hyde Park en Londres en 1851 y quedó impresionado por las fotografías que allí se exhibían. Entonces visitó París, para aprender el proceso de calotipo sobre papel encerado, muy probablemente con Gustave Le Gray. Para 1852 había expuesto fotografías en Inglaterra, y viajó a Kiev, Moscú y San Petersburgo haciendo allí calotipos, y fotografiando vistas y arquitectura alrededor de Gran Bretaña. Publicó una convocatoria pública para el establecimiento de una sociedad fotográfica. 
En 1852, durante el curso de una expedición a Kiev para documentar la construcción de un puente, obras de ingeniería de gran importancia en la época, realizando las primeras fotografías conocidas de Moscú y San Petersburgo. 
Expuso sus fotografías en Londres y su fama creció enormemente, e incluso la familia real inglesa hablaba de él, llegando a ser el fotógrafo de la corte. En 1853 funda la Sociedad Fotográfica de Londres (Photographic Society of London), que pasaría a ser la Real Sociedad Fotográfica de la Gran Bretaña (Royal Photographic Society of Great Britain).
En 1854 fue contratado por el British Museum para fotografiar parte de su colección - siendo así el primer fotógrafo empleado regularmente por un museo.
En 1855 Fenton marchó a la Guerra de Crimea por encargo del editor Thomas Agnew para fotografiar a las tropas, con un ayudante de fotografía Marcus Sparling, un sirviente y un amplio equipaje. Esta expedición fue su mayor éxito. Fue financiada por el Estado a cambio de que no mostrara los horrores que provocan los conflictos bélicos, así conseguía que los familiares de los soldados y la ciudadanía no se desmoralizaran. Fue un trabajo muy duro para Fenton ya que debido al calor, parte del material fotográfico usado (colodión húmedo) se inflamaba, y obligaba a los soldados a permanecer en poses durante varios segundos a pesar de las altas temperaturas. A pesar del clima adverso, de fracturarse varias costillas y sufrir el cólera, consiguió hacer 350 negativos de gran formato útiles. Una exhibición de 312 fotos se celebró en seguida en Londres. Las ventas no fueron tan altas como esperaba, posiblemente porque la guerra había acabado. Según Susan Sontag, en su obra Ante el dolor de los demás (2003), Fenton fue enviado a la Guerra de Crimea como el primer fotógrafo oficial de guerra por insistencia del Príncipe Alberto. Las fotografías producidas serían utilizadas para contrarrestar la aversión general del pueblo Británico a una guerra impopular, y para compensar los relatos antibélicos de The Times. Las fotografías se convirtieron en planchas xilográficas y se publicaron en el menos crítico Illustrated London News así como en forma de álbum, y fueron mostradas en una galería. El resultado de esta expedición fue una visión deliberadamente cándida de la guerra, sin muertos, heridos ni mutilados, donde se ve a los altos mandos como grandes hombres y los soldados rasos en descansos o entretenimientos.
Debido al tamaño y la naturaleza engorrosa del equipamiento fotográfico, Fenton estaba limitado en su elección de motivos. Además, debido al material no muy fotosensible de su época, sólo fue capaz de producir fotografías de objetos estáticos, en su mayor parte fotografías posadas. Pero también fotografió el paisaje, incluyendo una zona cercana al lugar donde fue emboscada la Brigada Ligera – devenida famosa por el poema de Tennyson «La carga de la Brigada Ligera» –, llamado «El Valle de la Muerte»; sin embargo, las fotografías de Fenton se tomaron en el valle de nombre similar «El Valle de la Sombra de la Muerte». Fenton tomó dos fotografías de esta zona: una con varias balas de cañón en la carretera, la otra (que se muestra arriba) con una carretera vacía. Se ha determinado recientemente que la foto sin las balas de cañón fue tomada primero. Sin embargo, los expertos no se ponen de acuerdo en determinar quién puso las balas de cañón en la carretera en la segunda imagen - ¿fueron colocadas deliberadamente en la carretera por Fenton para realzar la imagen, o había soldados en el proceso de alejarlas para volver a utilizarlas?
Varias fotografías de Fenton, incluyendo las dos versiones del "Valle de la Sombra de la Muerte", están publicadas en The Ultimate Spectacle: A Visual History of the Crimean War (El espectáculo definitivo: una historia visual de la Guerra de Crimea) por Ulrich Keller (ISBN 90-5700-569-7) (2001).
En 1858 Fenton hizo trabajos de género en su estudio, basándose en imaginativas ideas románticas sobre la vida musulmana, como la Odalisca sentada, usando amigos y modelos que no siempre eran convincentes en sus papeles.
Fenton está considerado como el primer fotógrafo de guerra por su obra durante la Guerra de Crimea, para lo cual usó un estudio móvil llamado un "furgón fotográfico".  En reconocimiento a la importancia de su fotografía, las fotos de Fenton sobre la Guerra de Crimea se incluyeron en la colección, 100 fotos que cambiaron el mundo, de la revista Life.